# マッハ数
マッハ数（マッハすう、英: Mach number）は、流体の流れの速さと音速との比で求まる無次元量である。
名称は、オーストリアの物理学者エルンスト・マッハ（独: Ernst Mach）に由来し、航空技師のヤコブ・アッケレートにより1929年に名付けられた。英語での読みは[ˈmɑːk ˌnʌmbər]、あるいは[ˈmæk ˌnʌmbər]となる。

## 定義
マッハ数 {\displaystyle Ma} は流体の相対速度を{\displaystyle U} 、音速を{\displaystyle a} とすると、
{\displaystyle Ma={\frac {U}{a}}}
で求められる。

## 物理的な意味
マッハ数は、流れ場のもつ慣性力の弾性力（流れを圧縮するのに要する力）に対する比、つまり流れ場における圧縮性の影響の程度を表しており、マッハ数が大きいほどに圧縮性の影響が増大する。このことからマッハ数は以下のような物理的意味を持っている。
- 圧縮性を考慮する必要性を判断するための指標
マッハ数が大きい流れでは圧縮性の影響が大きくなる。マッハ数が概ね0.3より大きいときには圧縮性の影響を無視することができない。
- 圧縮性に関する流れの相似条件のための指標
別々の流れでもマッハ数が等しいときには圧縮性による影響は両者で等しいといえる。つまり圧縮性に関して両者は力学的に相似であるといえる（相似則も参照）。さらにレイノルズ数と幾何学的特徴が一致すれば両者の流れは完全に相似、すなわちあらゆる現象が同様に起こることになる。

## マッハ数による流れ場の分類
先に述べたとおりマッハ数は流れ場における圧縮性の影響力を示している。このためマッハ数によって流れ場の特性が大きく変化することから、マッハ数を用いて以下のように流れ場が分類される。
亜音速流 (subsonic flow)
すべての流域で流速が音速に満たない流れ場。物体の形状にもよるが、およそMa < 0.7-0.8 である。
遷音速流 (transonic flow)
流れの中の一部の領域で流速が音速を超えている流れ場。音速を超えた流域では衝撃波が発生している。およそ 0.7-0.8 < Ma < 1.2-1.25 である。流れ場の最大マッハ数が 1 となる状態を臨界状態、このときのマッハ数を臨界マッハ数という。

超音速流 (supersonic flow)
全ての流域で流速が音速を超えている流れ場。衝撃波が全域に発生する。超音速戦闘機やスーパークルーズ機周りの流れがこれにあたる。およそ 1.2-1.25 < Ma < 5 である。
極超音速流 (hypersonic flow)
流速が全域で著しく音速を上回る流れ場。Ma > 5 では、断熱圧縮による激しい発熱により流体が電離・プラズマ化する（実在流体の場合）。一部の実験機や、大気圏通過時のロケット周りの流れがこれにあたる。

## 一般的用法
高速の飛行機においては、対気速度とは別に飛行マッハ数をマッハメーターを用いて計測することで空気の圧縮性の影響を求め、飛行制御に用いる。飛行機のマッハ計は圧縮性の影響を求めるための計器であり、単純に対気速度を定数としての海面上音速で割った物では無い。（亜音速で飛行する航空機の巡航速度は対地速度でも対空速度でもなく、飛行している空間の音速との比率で決まる。そのため例えばボーイング787の巡航速度はマッハ0.85とされ、具体的な時速は明示されていない。）
音速は絶対温度の平方根に比例して変化する。地上での実験等ではこの差はほとんど問題とならないが、ジェット機の巡航高度となる対流圏上部 - 成層圏下部ではおおよそ300 m/s（= 1,080 km/h）と、地上との差が顕著になる。したがって、飛行機の飛行マッハ数を単純に340 m/sや1,200 km/hで換算することは、とりわけ高空における場合は正しくない。高度11,000m以上では、1,062km/hが目安となる。
大気圏外の宇宙船などに対しては、マッハ数を考えること自体ができない。
ただし、恒星圏と星間物質の相互作用を扱う際にはマッハ数を考慮することがある（バウショック）。
海面上音速等と言われるものは、気温 15℃、1気圧 (1,013 hPa) の空気中（国際標準大気 (ISA) 海面上気温）での音速は約 340 m/s ( = 1,224 km/h, 761.2 mph, 661.5 knots）となる。
「マッハ」という言葉は一般には高速という印象が強く、俗に以下のような使われ方をする。
- 速度の単位(｢マッハ1｣＝1224km/h＝海面上音速)として使われる。
- その速さを直感的に表すため｢マッハの世界｣のような使われ方をする。[3]
- 著作物(文学・映画・アニメなど)や商品名、ニックネームの類など幅広い用途で高速をイメージさせる語として使用される事も多い。有名な例には『マッハGoGoGo』、『マッハの恐怖』、フォード・マスタングのグレード名「Mach1」及び派生電動CUV｢Mach-E｣、カワサキ・マッハ、マッハ文朱などがある。